# Каолиново
Каолиново е град в Североизточна България, област Шумен, в близост до град Дулово. Градът е административен център на община Каолиново. От 2023 до настоящия момент кмет на града е Нида Ахмедов. По данни на ГРАО към 15 юни 2023 г. в града живеят 3000 души по настоящ адрес и 3280 души по постоянен адрес.

## История
През 14 век е съществувала крепостта Кименоз, която е била областен център.
Селището е описано в османски регистри от 1573 г. До 1934 г. селото се казва Шумну бохчалар, а след това носи името Божидар. Преименувано е на Каолиново с Указ 567 на Президиума на Народното събрание от 27.10.1950 г. (обн., ДВ, бр. 257 от 31.10.1950).
През 1971 г. към селото е присъединено с. Боймир (08.05.1971).
През периода 1975 - 1976 г. в селото се провеждат национални събори по народни борби.
През 1974 г. с Указ 1942 на Държавния съвет на НРБ от 04.09.1974 г. (обн., ДВ, бр. 72 от 17.09.1974) е образуван град Каолиново, съставен от сливането на селата Каолиново, Тодор Икономово, Пристое, Кус.
През декември 1978 г. Тодор Икономово и Пристое са отделени и възстановени като села.

## Население
Численост на населението според преброяванията през годините::
| \| Година на преброяване \| Численост \| \| --------------------- \| --------- \| \| 1934 \| 2410 \| \| 1946 \| 2338 \| \| 1956 \| 2459 \| \| 1965 \| 2918 \| \| 1975 \| 3270 \| \| 1985 \| 2739 \| \| 1992 \| 1646 \| \| 2001 \| 1559 \| \| 2011 \| 1462 \| \| 2021 \| 1272 \| |           |
| Година на преброяване | Численост |
| 1934 | 2410      |
| 1946 | 2338      |
| 1956 | 2459      |
| 1965 | 2918      |
| 1975 | 3270      |
| 1985 | 2739      |
| 1992 | 1646      |
| 2001 | 1559      |
| 2011 | 1462      |
| 2021 | 1272      |

Етнически състав
Численост и дял на етническите групи според преброяването на населението през 2011 г. Напоследък се наблюдават и сирийци.
|                     | Численост | Дял (в %) |
| Общо                | 1 462     | 100,00    |
| Българи             | 180       | 12,31     |
| Турци               | 1 234     | 84,40     |
| Цигани              | 11        | 0,75      |
|                     |           |           |
| Други               |           |           |
| Не се самоопределят |           |           |
| Неотговорили        | 32        | 2,18      |

## Религии
Ислям, православно християнство, будизъм, индуизъм и атеисти.

## Обществени институции
Училище и общинска администрация.

## Забележителности
В миналото е съществувала значителна по територия дъбова гора в близката околност, която днес е запазена само частично поради изсичането ѝ за огрев.